# Seznam prevajalskih nagrad
Spodaj so navedene domače in tuje prevajalske nagrade za dosežke na področju prevajalstva. 

## Slovenija
- Lirikonov zlát je nagrada za najboljše festivalne prevode iz novejše evropske poezije za odrasle iz razpisno ciljnih jezikov v slovenščino oz. iz slovenščine v razpisno ciljne druge jezike. Podeljujejo jo Velenjska knjižna fundacija, Rp. Lirikon21 in Lirikonfest Velenje od leta 2007.[1]

### Društvo slovenskih književnih prevajalcev
- Sovretova nagrada je najstarejša prevajalska nagrada na Slovenskem. Podeljujejo jo od leta 1969 (pred tem neuradno v letih 1963 in 1964) in se imenuje po slovenskem filologu in prevajalcu Antonu Sovretu. Podeli se za prevod umetniškega ali znanstvenega dela, in sicer iz tujega jezika v slovenski ali obratno. Podeljuje jo Društvo slovenskih književnih prevajalcev (DSKP).[2]
- Lavrinova diploma je bila prvič podeljena leta 2003. Priznanje se podeljuje za pomemben prispevek na področju posredovanja slovenske književnosti v druge jezikovne kulture. Podeljuje jo DSKP.[3]
- Jermanova nagrada se imenuje po slovenskem filozofu in prevajalcu Franetu Jermanu in se podeljuje od leta 2015. Njen namen je nagraditi najboljše prevode tujih družboslovnih in humanističnih besedil v slovenščino. Podeljuje jo DSKP.[4]
- Nagrada Radojke Vrančič se podeljuje mladim prevajalcem od leta 2002. Leta 2013 je dobila ime po slovenski prevajalki in mentorici mladih prevajalcev Radojki Vrančič. Podeljuje je DSKP.[5]

### Tuje institucije
- Nagrada Fabjana Hafnerja za prevod iz nemščine v slovenščino in obratno. Leta 2017 je bila podeljena za prevod iz nemškega v slovenski jezik, leta 2018 in 2020 pa za prevod iz slovenskega v nemški jezik. V prihodnje načrtujejo izmenjevanje v takšnem zaporedju. Podeljuje je Goethe-Institut Ljubljana.[6]
- Nagrada Charles Nodier za prevod iz francoščine v slovenščino. Podeli jo Francoski inštitut na Nodierevih dnevih.[7]

- Nagrada esAsi je nagrada španskega veleposlaništva za najboljši slovenski prevod iz španskega jezika.[8]

### Film in televizija
- Nagrada Brede Lipovšek je nagrada za življenjsko delo za prevajalce, ki podnaslavljajo za film in televizijo ter prevajajo za sinhronizacije. Podeljuje jo Društvo slovenskih filmskih in televizijskih prevajalcev od leta 2013. Poleg tega se podeli žanrske nagrade.[9] Breda Lipovšek je bila prevajalka in pionirka podnaslavljanja na Slovenskem.

## Tujina
- Mednarodna nagrada kralja Abdullaha bin Abdulaziza je mednarodna Savdska nagrada za prevod v arabski jezik ali obratno. Podeljuje se na štirih področjih: za prevajanje na področju humanističnih ved, religije, literature in naravoslovja ter posebna nagrada za ustanove, ki promovirajo prevajanje. Pojavile so se obtožbe, da nagrajenci ne dobijo vsega denarja, da so kriteriji za podelitev nejasni in da podelitev poteka za zaprtimi vrati. Nagrada zbuja pomisleke tudi zaradi savdskega kršenja človekovih pravic.[10][11]
- The National Translation Award je prevajalska nagrada za izjemne prevode v angleščino, ki jo podeljuje ameriška organizacija The American Literary Translators Association.[12]
- Prevajalske nagrade PEN za prevod v angleščino se podeljuje v ZDA[13] in Združenem kraljestvu.[14]
- Francosko-ameriška fundacija iz ZDA podeljuje nagrade za prevode iz francoščine v angleščino.[15]
- Mednarodna federacija prevajalcev (Fédération Internationale des Traducteurs/International Federation of Translators) podeljuje vrsto nagrad za življenjsko delo ter prevod otroške literature, leposlovja, strokovne literature in del v manj razširjenih jezikih.[16]